# 太白穴
太白穴是中医学中人体的一个穴位，属足太阴脾经，输（原）穴。太白穴位于足内侧缘，在第一跖骨小头后下方凹陷处。中医学认为其主治胃痛、腹胀、吐泻、痢疾等。

## 參看
腧穴列表